# Marca registrada

El logo de Bass Brewery va ser la primera imatge a ser registrada com marca comercial registrada (1875)

Una marca comercial registrada, en anglès: registered trademark, és qualsevol símbol o combinació d'aquests elements, registrat legalment per identificar de manera exclusiva un o diversos productes comercials o serveis. També hi ha un rang de marques registrades no convencionals que comprenen les marques que no cauen dins d'aquestes categories estàndard com són les basades en el color, olor o so.
Una marca registrada es pot designar amb els símbols següents:
- ™ (per una marca comercial sense registrar, (en anglès: unregistred trademark)
- ℠ (per una marca de servei sense registrar, service mark)
- ® (per una marca comercial registrada, registered trademark)

Aquestes icones ™, M.R. o ®, no són indicatives del registre de la marca comercial davant l'autoritat competent.
El símbol d'una marca comercial registrada pot ser una paraula o lema, una imatge o un disseny, i el seu ús per identificar un producte o servei només és permès a la persona física o jurídica que ha realitzat el registre de tal marca o la que estigui degudament autoritzada per qui l'ha registrat.
Una marca comercial registrada determina la identitat gràfica/física/operativa d'un producte o servei. Inclou elements gràfico-visuals propis que diferencien l'article dels seus competidors, proporcionant-li certa identitat en el sector comercial. A més, es tracta d'una identitat registrada, protegida per les lleis corresponents que pot utilitzar-se amb exclusivitat.
A la indústria farmacèutica, la marca s'anomena nom comercial, ja que és el nom que identifica el medicament d'un determinat laboratori farmacèutic. El nom comercial és molt diferent del nom del principi actiu del medicament en aquest cas s'anomena nom genèric o denominació comuna internacional (DCI). Alguns laboratoris fabricants de productes genèrics utilitzen com nom comercial el nom del "principi actiu" seguit del nom del seu laboratori.
El terme marca comercial registrada/registered trademark també es fa servir informalment per referir-se a qualsevol atribut distintiu pel qual un d'individual és ràpidament identificat. Quan una marca registrada està en relació amb els serveis és que no pas amb els productes, de vegades s'anomena marca de servei, particularment segons les lleis de marques registrades dels Estats Units d'Amèrica.
A l'Estat Espanyol les marques es registren a l'Oficina Espanyola de Patents i Marques.

## Conceptes fonamentals
La funció essencial d'una marca registrada és identificar exclusivament la font comercial o origen de productes o serveis, per tant una marca registrada pròpiament dita, indica la font o serveix com insígnia d'origen. L'ús de marques registrades d'aquesta manera es coneix com a ús de marca registrada (trademark use). Certs drets exclusius units a una marca registrada es poden fer-se valer per mitjà d'una demanda per infracció de la marca, mentre que els drets de marques no registrades es poden aplicar de conformitat amb la jurisprudència (en la common law).
S'han classificat diferents béns i serveis en la Classificació Internacional de Niça de Béns i Serveis dins de 45 classes de marques registrades (de l'1 a la 34 es refereixen a béns i de la 35 a la 45 a serveis). La idea darrera aquest sistema és especificar i limitar l'extensió dels drets de la propietat intel·lectual determinant quins béns i serveis estan coberts per la marca i unificar els sistemes de classificació mundialment.

## Història
Normalment se cita que els ferrers que feien espases durant l'Imperi Romà van ser els primers a usar marques registrades. Altres marques registrades notables s'han fet servir durant llarg temps incloent Löwenbräu, que fa servir la seva marca del lleó des de 1383,.
Les marques registrades impliquen que es registrin en respecte als governs
. Les marques registrades més antigues inclouen:
- Regne Unit: 1876 – El triangle vermell de Bass Brewery per la cervesa ale, segons la llei de 1875.[5][6]

- Als Estats Units la companyia Samson que fabrica cordes, amb la figura bíblica de Samsó lluitant contra un lleó (1884) i encara s'usa actualment.[7]

L'any 1980, es van registrar unes 10.000 marques registrades d'alta tecnologia als Estats Units. El 2011, n'hi va haver més de 300.000.